# Wojciech Kętrzyński
Wojciech Kętrzyński armoiries Cietrzew, de son vrai nom allemand Adalbert von Winkler,  né à Giżycko le 11 juillet 1838, mort à Lwów le 15 janvier 1918, est un historien polonais et directeur de la Bibliothèque Ossolineum de Lwów. Militant masurien, emprisonné lors de l'Insurrection polonaise de 1861-1864, illustre historien et directeur de la Bibliothèque Ossolineum de Lwów, ville faisant partie à cette époque du partage autrichien de la Pologne, Wojciech s'est préoccupé de l'histoire de la Pologne, à l'époque où l'État polonais indépendant n'existait pas. Il est le père de Stanislas Kętrzyński.
Il est enterré au cimetière de Lytchakiv à Lviv.